# Emma d'Antiochia
Emma d'Antiochia è un'opera in tre atti di Saverio Mercadante, su libretto di Felice Romani. La prima rappresentazione ebbe luogo al Teatro la Fenice di Venezia l'8 marzo 1834.
Gli interpreti della prima rappresentazione furono:
| Personaggio | Interprete                  |
| ----------- | --------------------------- |
| Corrado     | Giovanni Orazio Cartagenova |
| Ruggiero    | Domenico Donzelli           |
| Emma        | Giuditta Pasta              |
| Adelia      | Eugenia Tadolini            |
| Aladino     | Giacomo Roppa               |
| Odetta      | Giuditta Saglio             |

Il direttore era Gaetano Mares. La scenografia era di Francesco Bagnara.

## Trama
L'azione è in Soria nella città di Tiro, nel XII secolo.

## Struttura musicale
- Sinfonia

### Atto I
- N. 1 - Introduzione Della sidonia porpora - I tuoi sospetti, o Adelia - Affrettati - Il mio cuore, il cor paterno (Coro, Odetta, Adelia, Ruggiero, Corrado)
- N. 2 - Scena Or che di tanto evento (Corrado, Adelia, Aladino, Ruggiero)
- N.3 - Scena e Cavatina di Emma Ah! sì mi abbraccia - Ah se commossa io sono (Emma, Adelia, Corrado, Ruggiero, Aladino)
- N. 4 - Scena ed Aria Ruggiero Nel mio cuore lacerato leggi tu? - Io soffrir: mortale in terra (Ruggiero, Aladino)
- N. 5 - Scena e Duetto Ruggiero-Emma Sola son io~pianger non vista io posso... - Amai quell'alma ingenua (Emma, Aladino, Ruggiero)
- N. 6 - Finale I Ciel! Qual suon? - Al tempio! Al tempio! (Emma, Ruggiero, Corrado, Adelia, Coro)

### Atto II
- N.7 - Introduzione Compiuto è il rito!... - Addio! ~ Le faci svengono (Aladino, Coro)
- N. 8 - Finale II Salva è ancora - Fuggi meco, ah! Fuggi meco - Cielo! Sei tu che il vindice - La vittima vostra, iniqui, mirate (Ruggiero, Emma, Aladino, Corrado, Coro, Adelia)

### Atto III
- N. 9 - Introduzione Ella a ciascuno involasi (Coro)
- N. 10 - Scena ed Aria Corrado A me Ruggiero - Non sai tu che il mondo intero (Corrado, Ruggiero)
- N. 11 - Scena e Duetto Ruggiero-Emma Viver promisi - Emma! Tu qui!
- N. 12 - Recitativo Al più difficil punto (Emma, Aladino)
- N. 13 - Finale Ultimo In quest'ora fatale e temuta - Empia donna a me funesta - Orribil vista (Emma, Adelia, Coro, Corrado)

## Discografia
- Nelly Miricioiu (Emma), Roberto Servile (Corrardo), Bruce Ford (Ruggiero), Maria Costanza Nocentini (Adelia), Colin Lee (Aladino), Rebecca von Lipinski (Odetta), David Parry (direttore), London Philharmonic Orchestra, Geoffrey Mitchell Choir, Opera Rara ORC 26, 3CD, 2004[3]